# Zespół onejroidalny
Zespół onejroidalny – należy do jakościowych zaburzeń świadomości. Nazwa pochodzi od greckiego oneiros – sen. Jest to zespół snopodobny, charakteryzuje go występowanie zmieniających się i przypominających marzenia senne omamów, pseudohalucynacji i złudzeń, układających się w akcję, posiadającą często określoną fabułę. Orientacja jest zaburzona, a niepamięć tylko częściowa – chory może zapamiętać wiele doznań z okresu trwania zespołu onejroidalnego. Występuje w schizofrenii, może towarzyszyć zatruciom, chorobom zakaźnym, padaczce. 